# Anna Lluch i Hernández
Anna Maria Lluch i Hernández (València, 13 de febrer de 1949), coneguda com a Anna Lluch, és una científica i investigadora del càncer, catedràtica de Medicina en la Universitat de València, metgessa de l'Hospital Clínic Universitari de València on és cap del Servei d'Hematologia i Oncologia, i investigadora en matèria oncològica, essent una de les especialistes en càncer de mama més consagrades de l'estat.

## Biografia
Encara que naixcuda en València, es va criar a Bonrepòs i Mirambell i és veïna de Meliana.
L'any 1978 es va graduar a la Facultat de Medicina i Odontologia de la Universitat de València, i va fer la residència en l'especialitat d'Hematologia i Oncologia Mèdica a l'Hospital Clínic Universitari de València. L'any 1985 obté el doctorat per la Universitat de València i el Premi Extraordinari de Doctorat; és professora titular de Medicina des de 1986. Ha treballat com a investigadora invitada en prestigiosos centres internacionals com l'Istituto Nazionale dei Tumori de Milà, el Laboratori de Biologia Experimental o l'Hospital Oncològic MD Anderson (MD Anderson Cancer Center) de Houston en el Servei de Càncer de Mama, on va conèixer al professor Gabriel Hortobagyi, un dels experts destacats en càncer de mama.
És membre de la Societat Espanyola d'Oncologia Mèdica, de la qual ha estat vocal de la Junta Directiva, de la Societat Europea d'Oncologia Mèdica i de la Societat d'Oncologia Clínica dels Estats Units (American Society of Clinical Oncology), vicepresidenta de la Sociedad Española de Senología i membre de la Fundació d'Estudis Mastològics. Ha estat assessora del Programa de Diagnòstic Precoç de Càncer de Mama de la Comunitat Valenciana i ha format part del Comité Assessor del Pla del Càncer i fou membre del Comité Assessor del Programa de Càncer Hereditari al País Valencià. També és investigadora de la Fundació d'Investigació de l'Hospital Clínic i membre de la Fundació ECO (Excel·lència i Qualitat de l'Oncologia) i és membre de la Unitat d'Investigació Clínica de Càncer de Mama del Centre Nacional d'Investigacions Oncològiques.
Des de l'any 2014 és acadèmica de número de la Reial Acadèmia de Medicina i Ciències de la Comunitat Valenciana.
És Investigadora principal en 10 projectes del Fons d'Investigació Sanitària de l'Institut de Salud Carlos III, ha col·laborat en 16 projectes d'investigació competitius i ha dirigit més de 20 tesis doctorals.

## Mèrits i premis
La seua trajectòria en la investigació i el tractament del càncer de mama l'ha feta mereixedora de diversos guardons:
- 2020 Medalla d'Honor de la Xarxa Vives d'Universitats[8]
- 2014 Medalla de la Universitat de València[1]
- 2013 Premi evap/BPW, de l'Associació d'Empresàries i Professionals de València.[9]
- Premi Salut i Societat, de la Conselleria de Sanitat.[1][3]
- 2010 Distinció de la Generalitat Valenciana al Mèrit Científic[1][3][10]
- 2007 Premi Isabel Ferrer, de la Conselleria de Benestar Social[1][3][11]

Ha publicat més de 200 articles científics en revistes nacionals i internacionals, així com l'any 1999 el llibre Cáncer de mama.

## Beques Anna Lluch
Des de 2019 el Ministeri de Sanitat, en col·laboració amb l'Institut d'Investigació Sanitària Incliva, ha creat la Beca que porta el seu nom, que ha de permetre que un metge MIR pugui fer el doctorat en el Centre d'Investigació Príncep Felip (CIPF), cosa que sempre havia reclamat la mateixa Anna Lluch: «He lluitat sempre per això, que la gent que acaba l'especialitat es pugui quedar a investigar».